# لاله واژگون خشتی
لاله واژگون خشتی(نام علمی: Fritillaria pluriflora) نام یک گونه از سرده لاله واژگون است.